# Poręba (powiat konecki)
Poręba – wieś w Polsce w województwie świętokrzyskim, w powiecie koneckim, w gminie Fałków.
Do 2023 miejscowość była przysiółkiem wsi Skórnice.
W latach 1975–1998 miejscowość należała administracyjnie do województwa piotrkowskiego.